# Nummer 1-hits in de Billboard Hot 100 in 1971
Deze hits stonden in 1971 op nummer 1 in de Billboard Hot 100.
| Datum        | Artiest                | Titel                                                              |
| ------------ | ---------------------- | ------------------------------------------------------------------ |
| 2 januari    | George Harrison        | My Sweet Lord / Isn't it a pity                                    |
| 9 januari    | George Harrison        | My sweet Lord / Isn't it a pity                                    |
| 16 januari   | George Harrison        | My sweet Lord / Isn't it a pity                                    |
| 23 januari   | Dawn                   | Knock three times                                                  |
| 30 januari   | Dawn                   | Knock three times                                                  |
| 6 februari   | Dawn                   | Knock three times                                                  |
| 13 februari  | The Osmonds            | One bad apple                                                      |
| 20 februari  | The Osmonds            | One bad apple                                                      |
| 27 februari  | The Osmonds            | One bad apple                                                      |
| 6 maart      | The Osmonds            | One bad apple                                                      |
| 13 maart     | The Osmonds            | One bad apple                                                      |
| 20 maart     | Janis Joplin           | Me and Bobby McGee                                                 |
| 27 maart     | Janis Joplin           | Me and Bobby McGee                                                 |
| 3 april      | The Temptations        | Just my imagination (running away with me)                         |
| 10 april     | The Temptations        | Just my imagination (running away with me)                         |
| 17 april     | Three Dog Night        | Joy to the world                                                   |
| 24 april     | Three Dog Night        | Joy to the world                                                   |
| 1 mei        | Three Dog Night        | Joy to the world                                                   |
| 8 mei        | Three Dog Night        | Joy to the world                                                   |
| 15 mei       | Three Dog Night        | Joy to the world                                                   |
| 22 mei       | Three Dog Night        | Joy to the world                                                   |
| 29 mei       | The Rolling Stones     | Brown Sugar                                                        |
| 5 juni       | The Rolling Stones     | Brown Sugar                                                        |
| 12 juni      | The Honey Cone         | Want ads                                                           |
| 19 juni      | Carole King            | It's too late / I feel the earth move                              |
| 26 juni      | Carole King            | It's too late / I feel the earth move                              |
| 3 juli       | Carole King            | It's too late / I feel the earth move                              |
| 10 juli      | Carole King            | It's too late / I feel the earth move                              |
| 17 juli      | Carole King            | It's too late / I feel the earth move                              |
| 24 juli      | The Raiders            | Indian reservation (The lament of the Cherokee Reservation Indian) |
| 31 juli      | James Taylor           | You've got a friend                                                |
| 7 augustus   | Bee Gees               | How can you mend a broken heart                                    |
| 14 augustus  | Bee Gees               | How can you mend a broken heart                                    |
| 21 augustus  | Bee Gees               | How can you mend a broken heart                                    |
| 28 augustus  | Bee Gees               | How can you mend a broken heart                                    |
| 4 september  | Paul & Linda McCartney | Uncle Albert / Admiral Halsey                                      |
| 11 september | Donny Osmond           | Go away little girl                                                |
| 18 september | Donny Osmond           | Go away little girl                                                |
| 25 september | Donny Osmond           | Go away little girl                                                |
| 2 oktober    | Rod Stewart            | Maggie May / Reason to believe                                     |
| 9 oktober    | Rod Stewart            | Maggie May / Reason to believe                                     |
| 16 oktober   | Rod Stewart            | Maggie May / Reason to believe                                     |
| 23 oktober   | Rod Stewart            | Maggie May / Reason to believe                                     |
| 30 oktober   | Rod Stewart            | Maggie May / Reason to believe                                     |
| 6 november   | Cher                   | Gypsys, tramps and thieves                                         |
| 13 november  | Cher                   | Gypsys, tramps and thieves                                         |
| 20 november  | Isaac Hayes            | Theme from Shaft                                                   |
| 27 november  | Isaac Hayes            | Theme from Shaft                                                   |
| 4 december   | Sly & the Family Stone | Family affair                                                      |
| 11 december  | Sly & the Family Stone | Family affair                                                      |
| 18 december  | Sly & the Family Stone | Family affair                                                      |
| 25 december  | Melanie                | Brand new key                                                      |

1940 ·
1941 · 
1942 ·
1943 ·
1944 ·
1945 ·
1946 ·
1947 ·
1948 ·
1949 ·
1950 ·
1951 ·
1952 ·
1953 ·
1954 ·
1955 ·
1956 ·
1957 ·
1958 ·
1959 ·
1960 ·
1961 ·
1962 ·
1963 ·
1964 ·
1965 ·
1966 ·
1967 ·
1968 ·
1969 ·
1970 ·
1971 ·
1972 ·
1973 ·
1974 ·
1975 ·
1976 ·
1977 ·
1978 ·
1979 ·
1980 ·
1981 ·
1982 ·
1983 ·
1984 ·
1985 ·
1986 ·
1987 ·
1988 ·
1989 ·
1990 ·
1991 ·
1992 ·
1993 ·
1994 ·
1995 ·
1996 ·
1997 ·
1998 ·
1999 ·
2000 ·
2001 ·
2002 ·
2003 ·
2004 ·
2005 ·
2006 ·
2007 ·
2008 ·
2009 ·
2010 ·
2011 ·
2012 ·
2013 ·
2014 ·
2015 ·
2016 ·
2017 ·
2018 ·
2019 ·
2020 ·
2021 ·
2022 ·
2023
- Nederland (Top 40)
- Nederland (Single Top 100)
- Vlaanderen (Radio 2 Top 30)
- Duitsland
- Verenigd Koninkrijk
- Verenigde Staten (Hot 100)